# Sept Papillons
Sept Papillons ("Siete mariposas" en francés) es una pieza para violonchelo solo de la compositora finlandesa Kaija Saariaho. La pieza fue encargada por la Fundación Rudolf Steiner y fue estrenada el 10 de septiembre de 2000 por Anssi Karttunen, a quien está dedicada la pieza.

## Antecedentes y composición
Sept Papillons fue la primera pieza que compuso Saariaho tras la finalización de su ópera L'Amour de loin. Saariaho ha afirmado que al escribirla quiso apartarse del mundo musical de L'Amour de loin y pasar "a una metáfora de lo efímero: la mariposa". Como sugiere el título, la pieza está formada por siete miniaturas, simplemente tituladas "Papillon I", "Papillon II", etc., hasta "Papillon VII". Tiene una duración aproximada de unos 10 minutos en total.
La pieza fue encargada por la Fundación Rudolf Steiner y fue estrenada por Anssi Karttunen en Helsinki, Finlandia, el 10 de septiembre de 2000. Saariaho también dedicó la pieza a Karttunen, de quien se hizo amiga después de que ambos se mudaron a París a principios de la década de 1980.

## Recepción
La pieza ha sido elogiada por el uso de técnicas extendidas para el violonchelo, como armónicos, presión de arco variable y sul ponticello. Ha sido aclamada como una de las mejores obras de Saariaho.

## Grabaciones
- Kaija Saariaho: Du cristal …à la fumée / Sept papillons / Nymphéa. Anssi Karttunen, violonchelo. Ondine, 2004[8]
- Kaija Saariaho: Complete Cello Works. Alexis Descharmes, violonchelo. Aeon, 2006[9]
- Dialoghi. Elinor Frey, violonchelo. Yarlung Records, 2011 / 2015[10]
- Esa‐Pekka Salonen, Kaija Saariaho: Works for solo cello. Wilhelmina Smith, violonchelo. Ondine, 2019[11]